# 阿久津邦彦
阿久津 邦彦（あくつ くにひこ、1944年 - ）は、日本の漫画編集者。『週刊少年チャンピオン』三代目編集長。

## 来歴
埼玉県出身。早稲田大学に7年在学した後、1969年に秋田書店に入社。『まんが王』、『漫画HOT』を経て、『週刊少年チャンピオン』の編集者に。壁村耐三編集長のもと「壁村組」の一番打者と呼ばれ、壁村の後を継いで1981年から1983年まで『週刊少年チャンピオン』の編集長を務めた。以降、『プレイコミック』『ファミコンチャンピオン』などを手掛けたが、壁村が1985年に編集長へ復帰した際には、サポート役として阿久津も副編集長に一時復帰している。
編集者としては『がきデカ』(山上たつひこ)、『マカロニほうれん荘』(鴨川つばめ)、『恐怖新聞』(つのだじろう)、『ふたりと5人』（吾妻ひでお）などの大ヒット作を世に送り出した。マニアックな感性の持ち主で、異端の作品を多く手掛けたが、趣味がエログロや怪奇系に偏っていたことから、正統派SF好きの吾妻ひでおとは終始、険悪な関係であった。
当時の『週刊少年チャンピオン』編集者だった青木和夫は、曲者揃いの編集者の中でも阿久津は特に優れた天才編集者だったと語っているが、編集長としては生来のマニア気質が負の方向へ働いて時流を読み違えるなど、成功しなかった。

## 関連事項
- 秋田書店
- 週刊少年チャンピオン